# José Melo
José Carlos Melo CM (ur. 4 czerwca 1930 w Codó, zm. 30 maja 2017 w Maceió) – brazylijski duchowny katolicki, biskup pomocniczy São Salvador da Bahia w latach 1991-2000 i arcybiskup Maceió w latach 2002-2006.

## Życiorys
Święcenia kapłańskie otrzymał 31 lipca 1955 w zgromadzeniu Misjonarzy św. Wincentego á Paulo. Był m.in. ojcem duchownym i profesorem zakonnego seminarium w São Paulo, a także dyrektorem prowincjalnym szarytek.

### Episkopat
10 lipca 1991 papież Jan Paweł II mianował go biskupem pomocniczym São Salvador da Bahia, ze stolicą tytularną Ceramus. 28 września 1991 kardynał Lucas Moreira Neves udzielił mu sakry biskupiej. 2 czerwca 1999 zyskał godność arcybiskupią ad personam, zachowując pro hac vice biskupstwo tytularne. 31 maja 2000 objął obowiązki arcybiskupa koadiutora, a 3 lipca 2002 arcybiskupa Maceió. 22 listopada 2006 ze względu na wiek na ręce papieża Benedykta XVI złożył rezygnację z zajmowanej funkcji.
Zmarł 30 maja 2017.